# Plettenburg (wijk)
Plettenburg is een wijk van Nieuwegein, in de Nederlandse provincie Utrecht. Het grenst met de klok mee aan het Amsterdam-Rijnkanaal en het Lekkanaal, met aan de overkant respectievelijk de wijk De Liesbosch, de buurtschap Heemstede en nieuwe wijk Het Klooster, het bedrijventerrein/de wijk De Wiers, en het Merwedekanaal, met aan de overkant de wijken Fokkesteeg, Merwestein, Jutphaas-Wijkersloot, Zuilenstein en Huis de Geer. In 2017 telde de wijk 217 inwoners.
Plettenburg is het grootste bedrijventerrein van Nieuwegein. Naast veel kantoren herbergt het ook enkele andere belangrijke voorzieningen, zoals onder andere het Oosterlicht College, het kasteel Rijnhuizen, Het Fort Jutphaas, enkele sportvelden en de begraafplaats Noorderveld. In het noorden van de wijk bevinden zich diverse onderwijsinstellingen waaronder enkele in de automotive-sector.
Tevens kent het nog wat bewoning rond de Malapertweg, een overblijfsel van toen hier de Overeindseweg liep, de oude verbindingsweg tussen Jutphaas en Houten.
Woonwijken: Batau-Noord · Batau-Zuid · Blokhoeve · Doorslag · Fokkesteeg · Galecop · Hoog-Zandveld · Huis de Geer · Jutphaas-Wijkersloot · Lekboulevard · Merwestein · Stadscentrum · Vreeswijk · Zandveld · Zuilenstein

Overige wijken: Het Klooster · Hoge Landen · Laagraven-Liesbosch · Oudegein · Plettenburg · De Wiers

Voormalige gemeenten: Jutphaas · Vreeswijk

Utrecht · Plaatsen in de provincie      Nederland · Provincies · Gemeenten